# Prunus chiapensis
Prunus chiapensis är en rosväxtart som beskrevs av Paul Carpenter Standley, Amp; L. O. Williams och A. Molina. Prunus chiapensis ingår i släktet prunusar, och familjen rosväxter. Inga underarter finns listade i Catalogue of Life.